# Am Ende des Krieges
Am Ende des Krieges (englisch: Forever Free) ist der deutsche Titel eines 1999 veröffentlichten Science-Fiction-Romans von Joe Haldeman. Es ist die Fortsetzung von Der Ewige Krieg von 1974. Auch in diesem Werk verarbeitet Haldeman, selbst Teilnehmer des Vietnamkrieges, seine Erfahrungen.

## Handlung
Nachdem der namensgebende Konflikt in Der Ewige Krieg beendet ist und sich beinahe die gesamte Menschheit, mit Ausnahme von uralten, heimgekehrten Veteranen wie Mandella, in der Entität „Mensch“ (Klone mit einem Kollektivbewusstsein) vereinigt hat, reisen William Mandella und seine Gefährtin Marygay auf den fünften Planeten des Sternsystems Mizar, der ihnen und den anderen Veteranen als Refugium dienen soll. 
Diesen Planeten, auf dem ein harscher Winter herrscht, taufen sie auf den Namen „Mittelfinger“ (engl.: Middle Finger oder Motherfucker, kurz MF). Der Planet ist jedoch eigentlich kaum mehr als ein Reservat, das sich der „Mensch“ als eugenisches Testgelände als Rückversicherung anlegte, falls seine Vergeistigung sich als Fehler herausstellen sollte. Von diesem Leben gedemütigt und vom „Menschen“ permanent beobachtet, beschließen die Veteranen aus ihrem goldenen Käfig auszubrechen.
Mandella möchte ein altes Raumschiff verwenden und durch die Zeitdilatation 40.000 Jahre in die Zukunft reisen, in der Hoffnung, dass der „Mensch“ dort nicht mehr herrscht. Während ihre Tochter Mandella und Marygay begleitet, entschließt sich ihr Sohn zu bleiben und ein Teil des „Menschen“ zu werden.
Nach dem Start des Raumschiffs kommt es zu unerklärlichen Fehlfunktionen, die Veteranen müssen ihre Reise abbrechen und kehren nach 24 Jahren auf Mittelfinger zurück. Hier finden sie MF vollkommen entvölkert vor und reisen weiter zu Erde. Nachdem sie feststellen müssen, dass alle Menschen und die außerirdischen Taurier verschwunden sind, offenbart sich ihnen zunächst ein Gestaltwandler (der dem späteren Chamäleon aus Haldemans Camouflage sehr ähnelt).
Die Handlungsstränge werden durch einen mächtigen göttlichen Experimentator überraschend gekappt, der Mandella offenbart, dass ihm dessen Flucht aus dem ihm zugedachten Habitat (der Galaxie) missfallen hat und er sich nun aus dem Experiment zurückziehen wird – somit stellt sich das Mandella bekannte Universum als eine Simulierte Realität dar. Der Experimentator macht daraufhin die Entvölkerung rückgängig und bewirkt eine fünfprozentige Änderung der Lichtgeschwindigkeit. Mandella und die Menschen vermessen daraufhin im Epilog erneut sämtliche Naturkonstanten und stellen die Naturgesetze in Frage, da der göttliche Experimentator auch als fix geglaubte Variablen beliebig verändern konnte.

## Sonstiges
- Am Ende von Der Ewige Krieg wurde Mittelfinger als Gartenplanet und nicht als Eiswelt beschrieben.
- 2013 erschien eine Neuauflage des Romans Der Ewige Krieg in komplett neuer Übersetzung im Mantikore-Verlag, der auch Am Ende des Krieges beinhaltet.

## Veröffentlichungen

### Romanform
- Am Ende des Krieges, Heyne-Verlag, München 1998, ISBN 978-3-453-19672-8 (Neuauflage in neuer Übersetzung als Voyagers, 2015, ISBN 978-3-939212-68-3)